# Alphaville (film)
Az Alphaville (franciául: Alphaville, une étrange aventure de Lemmy Caution, a DVD kiadás címe: Alphaville, a titokzatos város)
Jean-Luc Godard 1965-ben készült fekete-fehér disztópikus sci-fi film noir krimije, kémtörténete.
A rendező a forgatókönyvet a nálunk kevésbé ismert angol krimiíró, Peter Cheyney motívumainak felhasználásával írta meg.
Eredeti, Cheyney regényei alapján forgatott Lemmy Caution filmek közül, amelyekben egyébként többnyire szintén Eddie Constantine alakította Lemmy Caution-t, eddig csupán egyet mutattak be Magyarországon, A szőke démont.
Ezen kívül csak a Godard által az Alphavillehez hasonlóan erősen átértelmezett Lemmy Caution történetet, az 1991-es Németország kilenc (új) nulla című filmjét, amelyben ismét Eddie Constantine alakította az ügynököt.
A film futurisztikus jeleneteit Párizs modern negyedében forgatták. Többek között a Francia Elektromos Művek (az EDF), valamint a Francia Rádió székházában, illetve a La Scribe Szállodában.
Az Alphaville inspirálta a neves német szintipop-rock együttes névválasztását.
Érdekes magyar vonatkozás, hogy filmben a főmérnök szerepében az ismert magyar színész, Szabó László is feltűnik. Az eredeti francia nyelvű változatban saját jellegzetes eredeti hangjával, a magyar szinkronos változatban viszont Székhelyi Józsefével.
A film külföldön is változatos címeken szerepelt:
- Agente Lemmy Caution, missione Alphaville
- Alphaville, a Strange Adventure of Lemmy Caution
- Alphaville, a Strange Case of Lemmy Caution
- Dick Tracy on Mars
- Lemmy Caution gegen Alpha 60

Eredeti munkacíme a kissé semmitmondó: Tarzan versus IBM volt.

## Történet
|  | Alább a cselekmény részletei következnek! |

A történet Alphaville-ben játszódik, az 1990-es évek közepén, ami a bemutató idején a beláthatatlan csodás jövőnek számított. (A film vége felé von Braun egy mondatából kiderül, hogy harminc évvel 1964 után, azaz egy évtizeddel Orwell világa után).
A film univerzumában Alphaville, Pékingville, Nueva York, Tokyorama, Firenze, Angouleme City csillagrendszerek, galaktikák.
A főhős, Lemmy Caution, a 003-as számú titkosügynök, aki Ivan Johnsonnak, a Figaro-Pravda tudósítójának adja ki magát, Alphaville-be érkezik. Caution Nueva York-ban született, körülbelül 45 éves.
A ma kissé lassúnak tűnő filmet a maga korában követhetetlenül gyorsnak és kapkodónak tartották. Ám a titkosszolgálatok tükörlabirintusának vagy inkább tükörszilánk kaleidoszkópjának a művészi filmes megjelenítésének.
Alphaville társadalma merev, ridegen célszerű, gépies, kasztrendszer szerű társadalom (Béatrice „csábnő a hármas rendből”). A felszín alatt pedig brutális diktatúra, amely az „α60” szuperszámítógép irányítása alatt áll. (Nueva York, I. B. M. Olivetti Electric General Tokyorama, valójában egy akkor korszerű Bull-General-Electric gyártmányú Gamma M-40 típusú számítógép.)
Így Alphaville mint kifejezés jelentése nyilvánvalóan az Alpha 60 által irányított, uralt város.
A sírás és egyéb logikátlan cselekvés (szerelem, költészet) tilos, a „logikátlanul viselkedőket” egy uszodában (C.N.P.), vagy kivégzőszínházakban kivégzik. A gyógyíthatónak ítélt deviáns viselkedésűeket a Súlyos Betegek Kórházában (S.B.K., Hospital de la Long Maladie (H.L.M.) „átnevelik”.
A köszönés „jól-vagyok-köszönöm-kérem” vagy „nagyon-jól-vagyok-köszönöm-kérem”. Az emberek kartársnak és kartársnőnek szólítják egymást. A fejrázás viszont furcsamód igent jelent.
Leonard von Braun professzor, a halálsugár feltalálója, Alphaville elnöke.
1964-ben üldözték el a hazájából. Lánya, Natacha von Braun „programozó a kettes rendből”, és az Általános Szemantikai Intézetben (Ragyogó Sugárzás sugárút 14.) dolgozik. Őt jelöli ki a Lakosságellenőrző Lemmy Caution mellé idegenvezetőnek.
Caution feladata valójában von Braun professzor likvidálása, mielőtt életbe lépne a rejtélyes „Nagy Omega Mínusz Terv”.
Caution felkeresi az X21-es ügynököt, Henry Dicksont a lepusztult, ósdi Vörös Csillag Szállodában (Enrico Fermi u. 12.). Tőle megtudja, hogy a korábban nyomtalanul eltűnt két ügynök, Dick Tracy és Guy Leclair már meghalt. Elhozza Paul Éluard „Capitale de la douleur”, azaz „A fájdalom fővárosa” című verseskötetét és egy noteszt.
Caution beleszeret von Braun lányába, és feladata végrehajtása közben igyekszik a lányt kizökkenteni társadalma által belé nevelt, jéghideg, bár a maga módján racionálisnak tűnő révületéből.
Lemmy a történet végén likvidálja a professzort, és elpusztítja az Alpha 60-at. Amikor a káosz uralta Alphaville-ből menekül, kiderül, hogy Natasából még nem veszett ki minden emberi érzés.
|  | Itt a vége a cselekmény részletezésének! |

## Szereplők
| Szerep                                           | Színész            | Magyar hangja (1. szinkron) |
| ------------------------------------------------ | ------------------ | --------------------------- |
| Lemmy Caution                                    | Eddie Constantine  | Bárány Frigyes              |
| Natacha von Braun                                | Anna Karina        | Káldy Nóra                  |
| Henri Dickson                                    | Akim Tamiroff      | Győrffy György              |
| Leonard Nosferatu / Leonard von Braun professzor | Howard Vernon      | ?                           |
| Főmérnök                                         | Szabó László       | Székhelyi József            |
| Dr. Jeckell professzor                           | Jean-Louis Comolli | ?                           |
| Dr. Heckell professzor                           | Jean-André Fiesch  | Gyabronka József            |
| Von Braun asszisztense                           | Michel Delahaye    | ?                           |
| Béatrice                                         | Christa Lang       | ?                           |
| Szobapincér                                      | Jean-Pierre Léaud  | ?                           |

- További magyar szinkronhangok: Balázsi Gyula, Rátonyi Hajni, Szabó Ottó, Várkonyi András

## Utalások
Lemmy Caution alakja maga is az. De a filmben számtalan apró utalás villan fel más alkotásokra, valós és irodalmi alakokra is:
- Caution a szállodában Raymond Chandler „Le grand sommeil” (Hosszú álom) című regényét olvassa, Paul Éluard „Capitale de la douleur”, azaz „A fájdalom fővárosa” című verseskötete, 003-as számú titkosügynök, Dick Tracy és Guy Leclair, ...
- Caution keresztneve, Lemuel azonos Gulliverével.
- Leonard von Braun professzor, a halálsugár feltalálója nyilvánvaló utalás Wernher von Braunra. A film szerint eredeti neve régi hazájában még Leonard Nosferatu volt.
- Von Braun munkatársai, Heckell és Jeckell professzor neve egy amerikai képregény két madárfigurájának a nevére emlékeztet (Heckle és Jeckle).
- A furcsa nevű minisztériumok és intézmények (Átformálásügyi Minisztérium, Lakosságellenőrző, Rendőrség (Ministere de la Dissuasion, Police)) George Orwell világát idézik. Hasonlóképpen a szótárból és emlékezetből egyaránt törölt szavak.
- Alphaville némileg Fritz Lang Metropolisának gépies világára emlékeztet.
- A történet heppiendes Orfeusz és Eurüdiké (Jean Cocteau Orfeusz című 1950-es filmje) illetve Lót és felesége motívummal végződik.

Egyes utalások viszont némileg blöffszerűek. Például Caution rejtélyes mondata: „Nem rossz egy öreg guadalcanalitól!”

## Díj
- 1965 – Arany Medve díj, Berlini Nemzetközi Filmfesztivál